# ヤマトメリベ
ヤマトメリベ (Melibe japonica) は、裸鰓目メリベウミウシ科に属する大型になるウミウシの1種。背面に対になる突起を並べ、口は大きな頭巾状になる。よく海中を漂い、小型甲殻類を捕食する。

## 特徴
大型のウミウシで、大きいものは50センチメートルを越える。細長い体の前端から大きく脹らんだ頭巾(oral hood)と呼ばれる袋のような口部がある。頭巾の周縁部には触手のような小突起が多数並んでいる。また、背面には大きいものは体長の約半分から小さいものは数ミリメートルにわたる背側突起を10対かそれ以下突出させる。最初の2対は大きくてほぼ同大で、それ以降のものはずっと小さく、後方のものほど更に小さい。またこの部分は自切によってはずれやすい。
体色は透明感があり、全体に淡紅色で、頭巾の周縁や体表の小突起が濃赤色を呈し、美しい。

## 習性など
遊泳性で、漁網などにはいることがある。肉食性で、小型甲殻類を食べる。頭巾は、獲物を包み込んで捕らえるために使われる。
飼育個体について、以下のような観察の報告がある。これは2005年に和歌山県で採集された4個体についてのものである。水槽内での生存期間は40-79日であった。

### 活動
水槽内の観察では、活動の型としては以下の4つが区別出来た。
浮遊
水中を漂う状態。背側突起はやや開き気味、頭巾は左右を軽く合わせ、腹足も開き気味で浮遊する。腹足を下に向ける場合が多いが、逆に腹足を上に向けた姿勢も見られる。数秒に1回程度、体を左右にゆっくりと振る。このような状態は10分程度までの時間維持され、その後は遊泳や捕食に移る。
遊泳
活発に泳ぐ行動。背側突起は立てて、頭巾も閉じ、腹足も左右を合わせて、全体に体側面積を最大にするような姿勢で、体を左右に振って泳ぐ。体をくねらせる運動は3秒 - 5秒に1往復程度の頻度で、大きく曲げたときは尾端が頭巾に触れるほどに曲げる。姿勢としては腹足を下に向けた姿勢以外に、腹足を上に向けた形、頭巾を上に向けた立位やその逆などが見られた。泳ぐ方向は頭の方向きだが、はっきりしない。
匍匐
腹足を使って這う形。浮遊状態から前傾姿勢で沈んでゆき、腹足の前端で底面に吸着し、腹足は底面に触れるに連れて大きく開いていき、それから這い始める。水槽内では底面から側壁まで這い登るのが見られた。
静止
匍匐と同じような着底の後に、そのまま動かなくなる場合。背側突起は前方左右に寝かせ、頭巾は閉じ気味で床に着ける場合と、大きく広げて床に着ける場合があった。この状態は、30分以上続くこともあった。
今原はこのような観察からヤマトメリベが浮遊性と言われてきたが、必ずしもそうでなく、底棲生活をしながらも捕食時や警戒時、あるいは衰弱したときに浮遊、遊泳する性質のものではないかと述べている。

### 摂食
摂食は浮遊と匍匐の際に行われる。飼育下では餌としてはアルテミアのノープリウス、および淡水産活け海老が使われた。
浮遊時の摂食行動
アルテミアを補給した際、およびアルテミアが日照などで集合したときなどに見られた。まず頭巾を持ち上げ、左右に展開しながら前方に広げる。そうして餌の集まった部分を頭巾に囲い込み、海水ごとその中に包み込む。その後、頭巾前縁の触手列を絡めながら頭巾左右を合わせるようにして海水を外へ出していく。更に頭巾を上から下へと縮めて、海水の押し出しを続ける。その後、触手列を上から下へと口唇に押しつける。この触手の中に、海水中のアルテミアが取り込まれており、これが口唇の鈎状突起でそぎ取られることで口に運ばれる。この行動は1回あたりで1分 - 1.5分で、しばしば連続して行われる。
匍匐時の摂食
これは小エビに対して行われた。底面を這う個体は頭巾を持ち上げて前方に広げていき、大きく広がったそれを底面に覆い被せる。それから底面に沿って絞り込んでいく。その際、前縁の触手状突起はエビを閉じこめるように内側に向いて蠢き、外側のそれは底面を探るように動く。その後頭巾を上に持ち上げ、上から下にと左右を合わせるように海水を絞り出してゆく。この時、2個体以上が入っている場合、1個体だけを中に取り込んで、他は排出する。頭巾が縮むにあわせ、口唇がすり鉢状にへこみ、そこへ頭巾が動いてエビを追い込む。エビは口に飲まれる。エビ1個体が飲み込まれるまでには2分 - 3分かかる。
また、観察個体の1つは頭巾の片方が大きく損傷して餌を囲い込むのが困難だったが、捕獲から26日後には損傷部を底面に着けることで餌を捕獲出来るようになり、それ以降はこの捕獲法を使った。
この種を含め、スギノハウミウシ科やメリベウミウシ科は甲殻類を好むとされており、アルテミア幼生はこれまでにもヤマトメリベの餌として好適であることは知られていた。湖産エビに関しては、捕食されるものの消化されなかった事例もあること、それまでの報告などから今原はこの種が小型プランクトンサイズから体長3センチメートル程度までの甲殻類を餌にしており、ただ湖産エビのサイズのものでは、より殻の薄いタイプの甲殻類を餌としているのではないかと見ている。

### 交尾
交尾は1例だけ観察されている。2個体が向き合って着底した状態から、互いの体の右側側面を密着させ、両生殖門を接合させた。観察出来た時間は1時間半ほどで、この間、両個体は頭巾を閉じ気味に、背側突起をほぼ垂直に立てて、嗅覚突起も立てた状態で、ときおり頭巾を上下に振った。

### 産卵
上記の交尾した個体を含め、複数回の産卵が確認された。卵塊は、螺旋状に巻いた帯状卵塊であり、ピンク色で透明なゼリー状物質に覆われていた。長さは70 cm - 80 cm、幅は3 cm - 4 cmであった。この中には卵殻が数珠状に並び、その列は卵塊の幅で縁にいたって折り返しては卵塊を横断する構造になっている。個々の卵殻には120 - 150の卵が含まれる。卵殻は0.75 - 1.25 × 0.47 - 0.67 mm、卵は0.05 mm - 0.07 mmだった。卵塊あたりの卵数は250万 - 300万である。水温20 ℃では産卵後1時間で卵割が始まり、80時間 - 100時間後には卵殻内でトロコフォア幼生が泳ぎ始め、さらに40時間後にはベリジャー幼生に変態し、ここで孵化するらしい。ただし飼育下では大半がこの段階で死亡し、孵化してこなかった。

## 分布
日本特産で、九州から三浦半島にかけて希に捕獲され、個体数は極めて少ないと思われる。しかし2000年には4月から7月までの期間に和歌山県の海岸で20個体が発見された。上記観察はこれに基づく。
今福はこれらの採集記録をとりまとめ、その発見の状況などから以下のような点を指摘した。
1. この種の採集地点が黒潮および対馬海流の影響する地域に限られている。
2. 浮遊状態で発見される例が多いものの、底棲活動の発見記録もある。
3. 高緯度では低水温時に、それも浮遊状態で発見される率が高く、これは熱帯性の動物が低温で衰弱した結果である可能性がある。

ここから彼は、この動物の生息域が日本近海の亜熱帯海域にあり、多分ダイバーがあまり行かない水深50mあるいはそれより深い海域である、との推定を行っている。

## 分類
本種はスギノハウミウシ目(Dendronotacea)メリベウミウシ科(Fimbriidae)に属する。本属ではムカデメリベ M. vexiliferaとヒメメリベ M. papillosa の2種が知られる。この2種は同一種としてメリベウミウシ M. pilosa とされることもあり、別種との扱いもある。